# Legnano Frogs
Die Legnano Frogs (offiziell Frogs Legnano, ehemals auch Frogs Busto Arsizio und Frogs Gallarate) sind ein italienisches American-Football-Team aus Legnano.

## Geschichte
Gegründet wurden die Frogs 1977 von einigen Jugendlichen, die sich für diesen „neuen“ Sport interessierten. In den Spielbetrieb stieg der Verein 1980 ein, als er an der Northern Italian Football League teilnahm, einer Liga, in der vor allem Teams der italienischen NATO-Stützpunkte gegeneinander antraten.  Ein Jahr später gründeten sie dann gemeinsam mit den Rhinos Milano, den Rams Milano, den Aquile Ferrara und den Giaguari Torino die erste echte italienische Liga und schafften es ins erste Finale um die italienische Meisterschaft, das sie jedoch gegen die Rhinos verloren.
Die erfolgreichste Zeit erlebte der Verein von Mitte der 1980er bis Mitte der 1990er, als sechs Mal der italienische Super Bowl (1984, 1987, 1988, 1989, 1994, 1995) sowie 1989 der Eurobowl gewonnen werden konnte.  Des Weiteren erreichten die Frogs 1988 das Halbfinale um den Eurobowl und zogen 1990 in den Eurobowl ein.  Mit insgesamt 11 Endspielteilnahmen um die italienische Meisterschaft sind sie nach den Bergamo Lions der zweiterfolgreichste Verein Italiens.
Anfang des neuen Jahrtausends endete dann der sportliche Erfolg. Die Herrenmannschaft spielte hauptsächlich in der zweiten Liga.
Inzwischen kooperieren die Frogs mit den Milano Seamen. Mit dem Einstieg der Seamen in die European League of Football 2022 übernehmen die Frogs die Lizenz der Seamen in der Italian Football League. Die Heimspiele tragen die Frogs im Mailänder Velodromo Maspes-Vigorelli aus.